# Kimmerosaurus
Kimmerosaurus je vyhynulý rod mořských plesiosaurů z čeledi Cryptoclididae, žijící v období svrchní jury (asi před 150 miliony let) na území dnešní Anglie.

## Etymologie
První část jména Kimmerosaurus je odvozeno od kimmeridžského jílu, uloženém v Dorsetu v Anglii, ve kterém byl plesiosaurus poprvé nalezen. Druhá část - saurus - znamená ještěr nebo plaz.

## Popis
Kimmerosaurus je známý jen podle fosilních pozůstatků lebky a několika krčních obratlů. Nelze tedy s jistotou říct, jak vyhynulý plaz vypadal. Proto někteří vědci věří, že fosilie kimmerosaura by mohla být chybějící lebka rodu Colymbosaurus (podobný plesiosaurus u něhož rovněž nikdy nebyla objevena lebka).